# Monika Deitenbeck-Goseberg

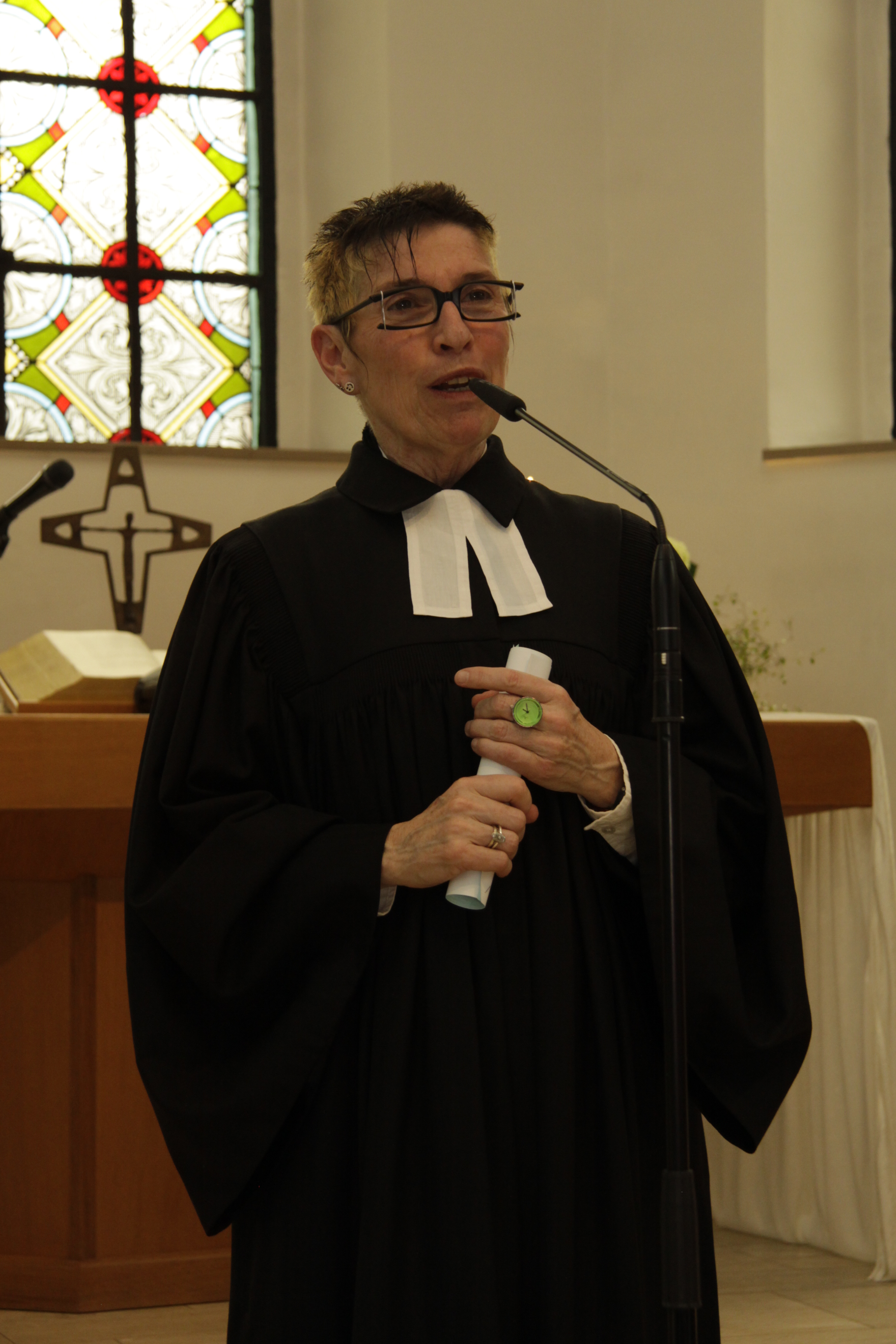
Monika Deitenbeck-Goseberg

Monika Deitenbeck-Goseberg (geboren am 1. Februar 1955 in Lüdenscheid; verstorben am 7. Februar 2020 ebenda)
war eine deutsche evangelische Pfarrerin und Autorin.

## Leben
Monika Deitenbeck-Goseberg wuchs in Lüdenscheid als Tochter von Hildegard und dem Pfarrer Paul Deitenbeck auf. Sie war die jüngste von drei Schwestern, Magdalene Deitenbeck (* 1940) und Annette Deitenbeck (1950–1953). Nachdem sie das 1. Staatsexamen zum Grundschullehreramt absolviert hatte, studierte sie im Anschluss Theologie in Wuppertal, Tübingen und Münster. Ihr Vikariat machte sie in der Kirchengemeinde Oberrahmede, in der sie anschließend als Pfarrerin über 35 Jahre arbeitete und wirkte.
Im Jahr 1979 heiratete sie Volkmar Goseberg, mit dem sie drei Kinder und mehrere Enkelkinder hat.
Monika Deitenbeck-Goseberg verstarb plötzlich kurz nach ihrem 65. Geburtstag. Ihre Beerdigung fand unter großem öffentlichem Interesse in der Kirchengemeinde Oberrahmede statt.

## Wirken
Monika Deitenbeck-Goseberg wirkte überkonfessionell in der Stadt Lüdenscheid. Sie engagierte sich in der Obdachlosen- und Geflüchtetenarbeit sowie in der Stadtgesellschaft von Lüdenscheid. 1992 initiierte sie den Verein Obdachlosen Freundeskreis e.V. (OFK), der nach ihrem Tod durch ehrenamtliches Engagement fortgeführt wird.
Deitenbeck-Goseberg engagierte sich in der Deutschen Evangelischen Allianz und nahm über Jahre an der jährlichen „Blankenburger Allianzkonferenz“ teil.
Gemeinsam mit Dieter Kohl gründete sie 2003 das missionarische Projekt gott.net, das Botschaften in Form von kleinen Karten bis hin zu Plakaten an Autobahnen verteilt.

## Publikationen
- Leben, lieben, leiden, glauben: Botschaften, die bleiben. SCM R. Brockhaus 2021, ISBN 978-3-417-26989-5
- Überrascht von Gottes Güte: Segenswünsche für alle Tage. Wuppertal, Brockhaus 1999. ISBN 978-3-417-21720-9
- Und auf einmal war ein Leuchten: Segenswünsche zur Weihnachtszeit. Wuppertal, Brockhaus 2000. ISBN 978-3-417-21726-1
- Von Freude berührt: Segenswünsche zum Geburtstag. Wuppertal, Brockhaus 2000. ISBN 978-3-417-21724-7
- mit  Marcus C. Leitschuh, Christina Riecke, Paul Terwitte: Konnte Jesus übers Wasser gehen? Bonifatius 2004, ISBN 978-3-86506-012-9
  - Englische Ausgabe: Could Jesus Walk on Water? 164 Questions and Answers About the Faith. Hidden Spring 2007, ISBN 978-1-58768-040-3